# 市川伸
市川 伸（いちかわ しん、1935年10月18日 - ）は、元・将棋棋士。棋士時代は関西本部に所属し、大山康晴十五世名人門下であった。鳥取県西伯郡手間村（現・南部町）出身。1967年、引退・退会。

## 経歴
9人きょうだいの第2子として生まれる。父親の将棋好きに影響されて6歳頃から将棋に興味を覚え、小学生時代は同県のアマチュア、椿四段、新居初段の指導を受ける。
1949年（昭和24年）8月、父親の意向もあり、隣県岡山県の大山康晴十五世名人への入門を懇請、14歳の時に内弟子となる。同時期の入門であった有吉道夫とともに大山の愛弟子として生活、日夜将棋に明け暮れる日々を過ごす。当時大山は倉敷市在住だったが、有吉と2人で屋根裏の四畳半に住み、3年半生活を共にした。
入門試験は飛落の7級で、入門から1年9か月後の1951年5月には2級、1952年に初段。
1954年（昭和29年）8月15日に四段昇段。同1954年8月1日付で四段昇段した加藤一二三に続く四段昇段であった。
同1954年9月より第9期順位戦C級2組に参加。順位戦参加1年目の成績は6勝6敗の指し分け。
翌1955年度の第10期順位戦は12勝4敗でC級2組2位の好成績であったが、同成績であった関根茂四段による「頭ハネ」で昇級はならなかった。
東西二組に分かれて行われた1956年度の第11期順位戦では西組2位の8勝4敗の成績で、同成績の東組2位であった佐藤庄平四段との東西決戦を制し（不戦勝）、C級1組への昇級を果たして、1957年4月より五段昇段。佐藤の不戦の原因は二度寝による寝坊であった。
1967年度の第22期順位戦の最中、32歳にして一身上の都合により引退・退会。『将棋世界 1968年4月号』では、市川の退会は「自家の都合」と記されている。引退後は、有吉によれば「米子に帰った」という。
棋風はオールラウンダーで、有吉曰く「ナマクラ四つ」。非常に力強い棋風だったという。若い頃は有吉よりもむしろ市川の方が将来を嘱望されており、有吉も「将棋を続けていれば、間違いなく八段まで昇った」とのちに語っている。

## 昇段履歴
- 1949年08月00日：7級 = 奨励会入会 [2]
- 1951年05月00日：2級 [2]
- 1952年00月00日：初段 [2]
- 1954年08月15日：四段 [5]
- 1957年04月01日：五段（第11期順位戦C級1組昇級）[1]
- 1968年00月00日：引退・退会 [8][1]

## 主な成績

### 在籍クラス
| 開始 年度 | (出典)順位戦出典 | (出典)順位戦出典 | (出典)順位戦出典 | (出典)順位戦出典 | (出典)順位戦出典 | (出典)順位戦出典 | (出典)順位戦出典 | (出典)順位戦出典              |
| 開始 年度 | 期               | 名人             | A級              | B級              | B級              | C級              | C級              | 0                             |
| 開始 年度 | 期               | 名人             | A級              | 1組              | 2組              | 1組              | 2組              | 0                             |
| --- | ---------------- | ---------------- | ---------------- | ---------------- | ---------------- | ---------------- | ---------------- | ----------------------------- |
| 1954 | 9                |                  |                  |                  |                  |                  | C217             | 西組6-6                       |
| 1955 | 10               |                  |                  |                  |                  |                  | C208             | 12-4                          |
| 1956 | 11               |                  |                  |                  |                  |                  | C204             | 西組8-4 (西2位) 東西決戦 勝利 |
| 1957 | 12               |                  |                  |                  |                  | C113             |                  | 4-8                           |
| 1958 | 13               |                  |                  |                  |                  |                  | C201             | 8-6                           |
| 1959 | 14               |                  |                  |                  |                  |                  | C204             | 5-8                           |
| 1960 | 15               |                  |                  |                  |                  |                  | C208             | 3-9                           |
| 1961 | 16               |                  |                  |                  |                  |                  | C209             | 5-6                           |
| 1962 | 17               |                  |                  |                  |                  |                  | C207             | 7-6                           |
| 1963 | 18               |                  |                  |                  |                  |                  | C205             | 4-8                           |
| 1964 | 19               |                  |                  |                  |                  |                  | C209x            | 3-9                           |
| 1965 | 20               |                  |                  |                  |                  |                  | C215*x           | 5-7                           |
| 1966 | 21               |                  |                  |                  |                  |                  | C214*+           | 6-6                           |
| 1967 | 22               |                  |                  |                  |                  |                  | C206*x           | 2-10 (退会)                   |
| 順位戦の 枠表記 は挑戦者。 右欄の数字は勝-敗(番勝負/PO含まず)。 順位戦の右数字はクラス内順位 ( x当期降級点 / *累積降級点 / +降級点消去 ) |                  |                  |                  |                  |                  |                  |                  |                               |